# Hestiatorion
L'Hestiatorion è un termine poco ricorrente nelle fonti letterarie e nei documenti del periodo arcaico e classico, designa la sala da banchetto rituali, ed è ancora oggi usato con tale accezione. 
L’attenta disamina dei testi epigrafici di Delos condotta dalla Hellmann ha mostrato, infatti, che una sala per banchetti può essere stata designata in antico con i termini hestiatorion, exedra, oikos. Secondo la studiosa, tra i tre, inaspettatamente, il termine hestiatorion non è il più rappresentato nei documenti epigrafici, né a Delos, né altrove. Più spesso, infatti, gli sono stati preferiti i termini oikos, ma anche èdrai, èdrana (sedili), klismòi (letti) o anche exedra.
Gli animali sacrificati sull’altare, venivano consumati dai fedeli su tavolate allestite all’aperto oppure negli hestiatoria. Sono edifici comprendenti una serie di stanze quadrate che si aprono intorno a un cortile, dove in molti casi si sono conservati resti dei letti (klinai) in muratura, realizzati in pietra o in mattoni.  Più frequentemente ci sono sette klinai in ogni stanza, collocate lungo le pareti.
Nella prima età classica gli ambienti dedicati erano più semplici, ma orientativamente dal V sec a.C. in poi si riscontrano negli hestiatoria stanze ‘complementari’ adibite esclusivamente a mansioni speciiche, quali la cottura, il lavaggio, l’immagazzinamento, etc., in particolari per i Santuari più rilevanti del mondo panellenico. 
In ambito magno-greco la tradizione del consumo di pasti rituali collettivi trova esempi significativi, sebbene in periodi cronologici differenti, nel santuario extra-muraneo di Afrodite a Locri (cd. Stoà ad U nell’area di Centocamere, databile nel VI secolo a.C.) e nel santuario di Hera Lacinia a Capo Colonna di Crotone (cd. Edificio H, databile in età ellenistica).